# Chíquiza
Chíquiza – miasto w Kolumbii, w departamencie Boyacá.